# Grote Raad van Ticino
De Grote Raad van Ticino (Italiaans: Gran Consiglio di Ticino) is het kantonnaal parlement van het Zwitserse kanton Ticino. De Grote Raad is gevestigd in Bellinzona en bestaat uit 90 leden die via algemeen enkelvoudig kiesrecht worden gekozen voor een termijn van vier jaar.

## Samenstelling

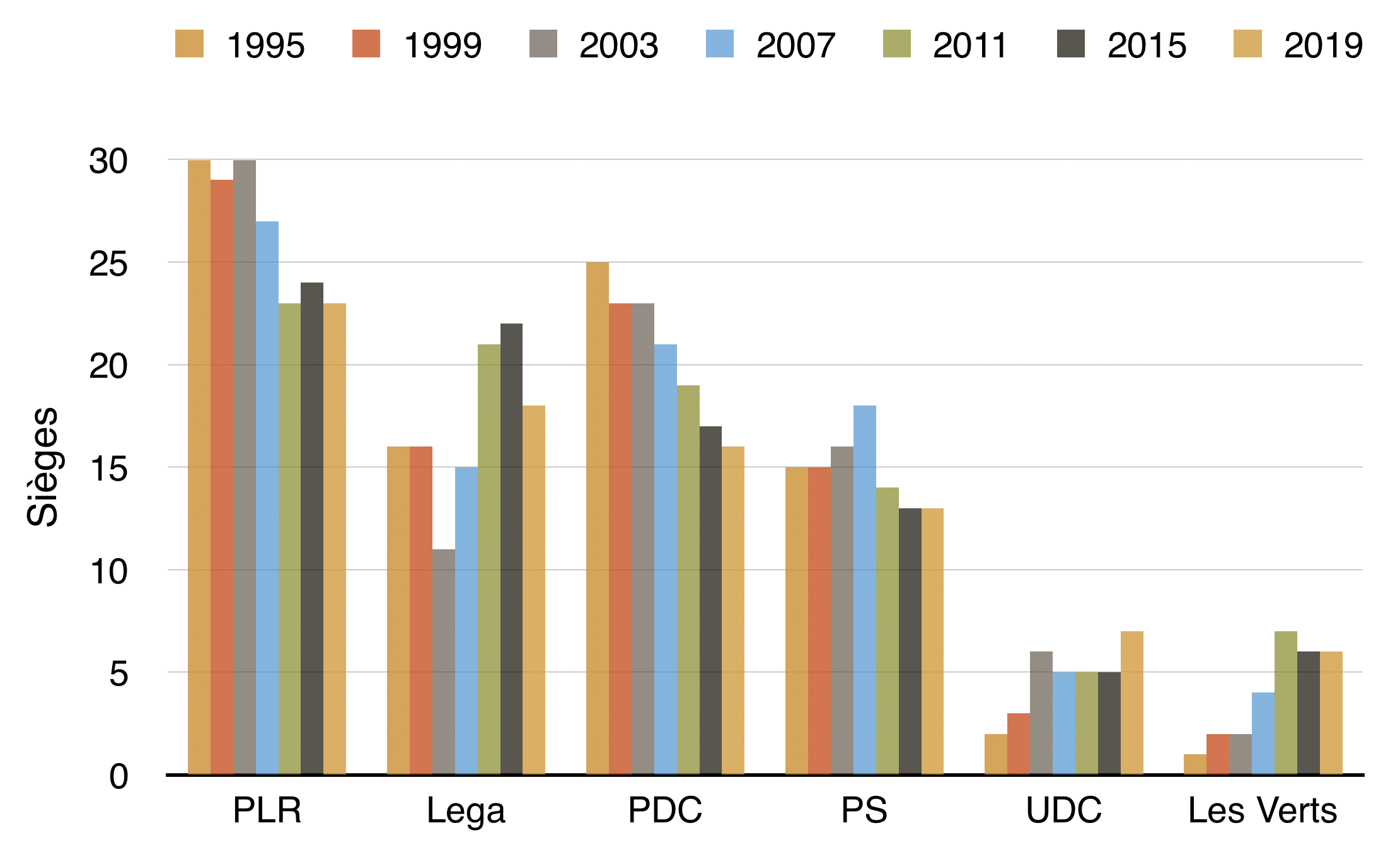
Zetelverdeling van 1995 tot 2019.

| Partij   | Partij      | 1991 | 1995 | 1999 | 2003 | 2007 | 2011 | 2015 | 2019 |
| -------- | ----------- | ---- | ---- | ---- | ---- | ---- | ---- | ---- | ---- |
|          | FDP/PLR     | 29   | 30   | 29   | 30   | 27   | 23   | 24   | 23   |
|          | Lega        | 12   | 16   | 16   | 11   | 15   | 21   | 22   | 18   |
|          | Het Centrum | 27   | 25   | 23   | 23   | 21   | 19   | 17   | 16   |
|          | SP/PS       | 9    | 15   | 15   | 16   | 18   | 14   | 13   | 13   |
|          | SVP/UDC     | 2    | 1    | 3    | 6    | 5    | 5    | 5    | 7    |
|          | GPS/PES     | 1    | 1    | 2    | 2    | 5    | 7    | 6    | 6    |
|          | PdA/PST     | -    | 1    | 0    | 1    | 0    | 1    | 2    |      |
| Overigen | Overigen    | 10   | 1    | 2    | 1    | 0    | 0    | 1    |      |
| Totaal   | Totaal      | 90   | 90   | 90   | 90   | 90   | 90   | 90   | 90   |